# Cody (Wyoming)

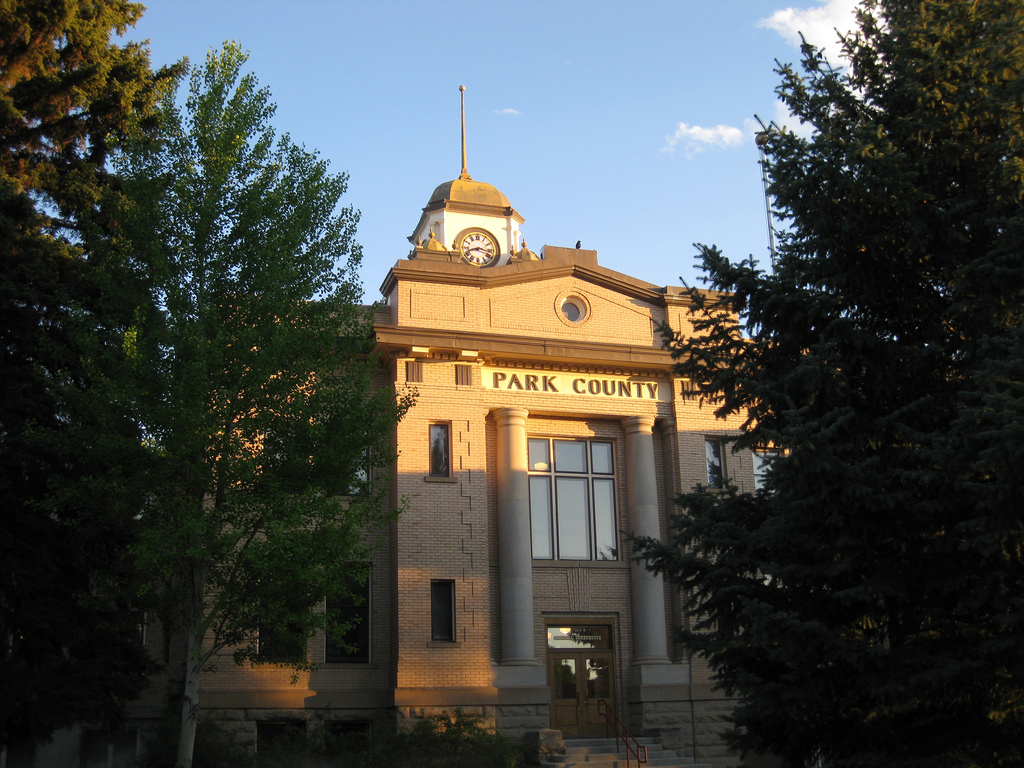
Gerechtsgebouw

Cody is een plaats (city) in de Amerikaanse staat Wyoming, en valt bestuurlijk gezien onder Park County. De stad is in 1896 gesticht door en vernoemd naar William Frederick Cody, beter bekend als Buffalo Bill.

## Demografie
Bij de volkstelling in 2000 werd het aantal inwoners vastgesteld op 8835. In 2006 is het aantal inwoners door het United States Census Bureau geschat op 9217, een stijging van 382 (4,3%).

## Geografie
Volgens het United States Census Bureau, heeft de stad een oppervlakte van 24,7 km², waarvan 24,0 km² land en 0,6 km² (2,52%) water.
Cody ligt op 1500 m boven de zeespiegel. Het voornaamste deel van de stad is opgesplitst in twee niveaus met een hoogteverschil van 18 m.
De Shoshone stroomt door Cody in een redelijk diepe canyon. Er zijn vier bruggen over deze rivier in de buurt van Cody, een aan de noordzijde van de stad, die verkeer toelaat naar het noorden, en een bijna acht kilometer ten oosten van Cody, die leidt naar Powell en de noordelijke en oostelijke omgeving. De andere twee liggen in het westen. Een verleent toegang naar de oostelijke ingang van Yellowstone National Park en de andere wordt gebruikt door vissers in de Shoshone Canyon en verleent toegang tot de Buffalo Billdam.
Cody ligt aan de rand van het Bighorn-bekken, een laagvlakte omringd door de bergketens Big Horn, Owl Creek, Bridger en Absaroka. Boven Cody rijzen de Rattlesnake Mountains op in het noorden en Cedar Mountains langs het zuiden. Het grootste deel van Cody biedt een spectaculair zicht op Heart Mountain, waarvan de 2400 m hoge top op 14 km ten noorden van Cody ligt, en de Carter Mountains, die een rij van toppen vormen van zo'n 3700 m hoogte, bijna 24 km naar het zuiden.

## Cultuur en bezienswaardigheden
De culturele activiteiten in Cody draaien voornamelijk rond de figuur van de pionier van Cody en van de cowboy- en westerncultuur.
- het Buffalo Bill Center of the West met het Cody Firearms Museum: bevat ruime collecties in verband met Buffalo Bill en is een favoriete pleisterplaats voor de talrijke toeristen die de stad bezoeken, op weg van of naar Yellowstone
- het Irma Hotel: genoemd naar een dochter van Buffalo Bill waar tijdens de zomer worden voorstellingen gegeven van wildwestshows
- Old Trail Town: meer dan 25 gerestaureerde historische western-gebouwen, naast de Yellowstone Highway
- Buffalo Bill Cody Scenic Byway: de verbindingsweg tussen Cody en Yellowstone National Park

Rodeo is belangrijk in de cultuur in Cody, dat zichzelf de "rodeo-hoofdstad van de wereld" noemt. De Cody Nite Rodeo is een amateurrodeo, elke avond van begin juni tot eind augustus. In Cody vindt ook de Cody Stampede Rodeo plaats in het Cody Stampede Park. Deze stampede (stormloop) is een PRCA-rodeo en is een van de grootste rodeo's in de Verenigde Staten. Hij vindt plaats met Independence Day (van 1 tot en met 4 juli) en dit reeds vanaf 1919. Veel beroemde cowboys uit het hele land nemen eraan deel.

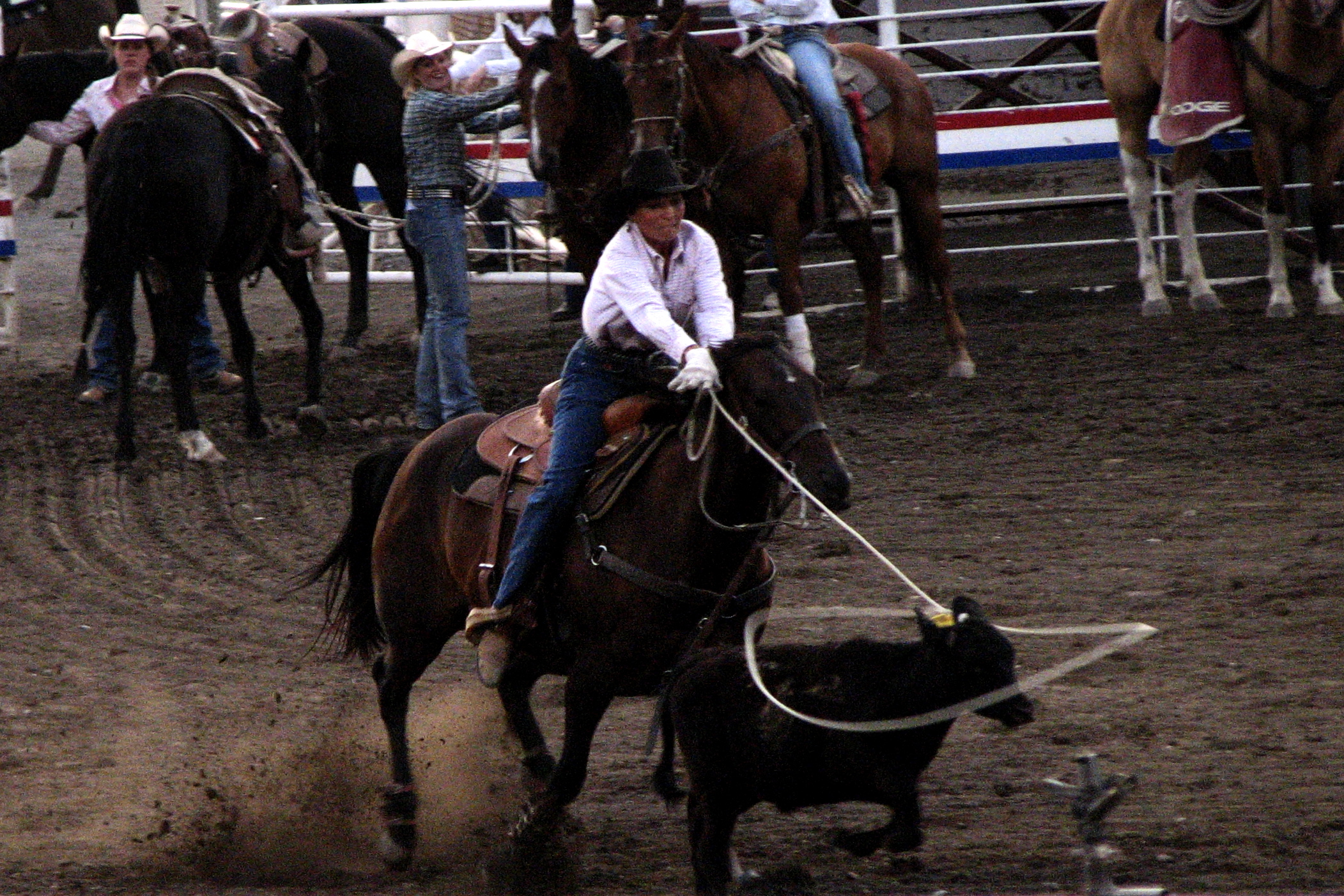
Cody Rodeo

Cody is de geboorteplaats van de bekende abstracte schilder Jackson Pollock (1912-1956).

## Plaatsen in de nabije omgeving
De onderstaande figuur toont nabijgelegen plaatsen in een straal van 68 km rond Cody.

## Geboren
- Jackson Pollock (1912-1956), kunstschilder
- Craig Thomas (1933-2007), politicus en landbouwkundige